# 친애하는 기타 여러분
《친애하는 기타 여러분》은 1993년 10월 6일부터 이듬해 2월 24일까지 방영되었던 SBS 수목드라마로, 중진 소설가 이문구의 장편소설 「산 너머 남촌」과 창작집 「유자소전」을 극화한 농촌 드라마이다.

## 기획 의도
산업화 과정에서 뒷전으로 밀려난 우리 농촌의 실상과 농촌 사람들의 살아가는 모습을 그리는 드라마로, 농촌 사람들이 겪는 절실한 문제들을 심도 있게 묘사하면서 공동체적 삶의 의미를 모색한다.

## 출연
| - 김성옥(이문정) : 두물머리의 터줏대감 - 나문희(수원댁) : 문정 아내 - 송영창(이응두) : 문정 차남 - 김지수(이명숙) : 문정 딸 - 박근형(이무정) : 문정 동생 - 박혜숙(유그) : 무정 아내 - 김혜선 : 하순남) : 다방 마담 - 홍요섭(건하) : 소설가 - 김미숙(건하 아내) - 윤주상(배 사장) - 방은진(이진자)무정 딸 | - 김미란 - 김인문 - 박성태 - 석금성(대빵할매) - 윤주일 - 임홍식(정 이장) - 장항선 - 조용태 - 조한희 - 홍보경 - 신성균 |

## 결방 사유 및 편성 변경(1993)
- 10월 21일 : 프로야구 한국시리즈 3차전 《해태 타이거즈 VS 삼성 라이온즈》 중계가 연장전까지 가서 결방
- 12월 29일 : 8시 50분부터 9시 45분까지 24회, 9시 50분부터 10시 45분까지 25회 방영
- 12월 30일 : 8시 50분부터 《SBS 스타상》 1~2부[2] 편성으로 결방

## 수상 경력
- 1993년 SBS 스타상 탤런트 부문 최우수 연기상 김혜선

## 참고 사항
- 《한강 뻐꾸기》 후속으로 방영되었다.
- 70년대 초반까지 영화와 안방극장에서 활동해 오다가 연극에 전념하기 위해 TV를 떠난 김성옥이 해당 작품으로 안방극장 복귀를 했다.[3]
- 농촌의 목소리를 그대로 담은 본격 농촌드라마를 표방했지만 정작 현실로 다가온 우루과이 라운드 등의 문제에서 다소 피상적으로 접근하는 아쉬움이 남았다. 또한, 방영 초기 심각한 농촌문제 중 하나로 접근한 시골 총각의 결혼도 내용이 전개되면서 지나치게 흥미 위주로 흘렀던 것이 드라마의 현실상을 떨어뜨렸다는[4] 지적이 있었다.
- 당초 50부작으로 기획되었으나[5] 조기종영되었다.